# Galacticidae
Galacticidae är en familj av fjärilar. Galacticidae ingår i överfamiljen Galacticoidea, ordningen fjärilar, klassen egentliga insekter, fylumet leddjur och riket djur. Enligt Catalogue of Life omfattar familjen Galacticidae 15 arter. 
Galacticidae är enda familjen i överfamiljen Galacticoidea.
Kladogram enligt Catalogue of Life:
| Galacticidae | \| \| Galactica \| \| \| \| \| \| Homadaula \| \| \| \| |
|              | \| \| Galactica \| \| \| \| \| \| Homadaula \| \| \| \| |
|              | Galactica                                               |
|              |                                                         |
|              | Homadaula                                               |
|              |                                                         |